# A Baixa Limia
A Baixa Limia est une comarque de la province d'Ourense en Galice (Espagne). La comarque est composée des communes suivantes :
- Bande
- Entrimo
- Lobeira
- Lobios
- Muíños